# Cristeștii Ciceului, Bistrița-Năsăud
Cristeștii Ciceului, mai demult Ciceu-Cristur, (în maghiară Csicsókeresztúr, în trad. Cristuru Ciceului) este un sat în comuna Uriu din județul Bistrița-Năsăud, Transilvania, România.

## Istorie
- Zona a fost locuită din antichitate, existând rămășițe ale civilizației romane în zonă.
- Satul este atestat documentar în anul 1332 sub numele Kereztur.

Posesie:
- În 1405 a fost un sat maghiar ce aparținea familie Bánffy .
- Matia Corvin  a confiscat satul în 1467 și l-a donat familiei Szerdahelyi.
- În 1554 intră în posesia lui Ferdinand I al Sfântului Imperiu Roman
- În 1566 intră în posesia lui Dániel Torma și va rămâne în posesia familiei Torma până în Secolul al XIX-lea. În a doua jumătate a secolului al XIX-lea profesorul Károly Torma l-a avut oaspete în localitate pe Theodor Mommsen.
- În 1898 o parte a satului a fost donată lui Dezső Weér și lui Jakab Virág din Țara Năsăudului.

Dea lungul timpului satul a avut de suferit în urma unor conflicte.
- În 1601 a fost devastat de armata generalului Gheorghe Basta.
- În vara anului 1661 hoarda turco-tătară a lui Ali Csengizade distruge satul.
- În 1704 lobonții generalului Carl Tiege distrug satul în întregime.
- În 1717 a fost devastat, iar apoi ars de mongoli, locuitorii fiind luați captivi. În locul maghiarilor răpiți stabilindu-se români din Țara Năsăudului.

### Monumente
- Castelul Torma
- Biserica romano-catolică „Sf. Rege Ștefan”, construită între sec. XIV-XVI, monument istoric.

## Demografie
Componența etnică a satului Cristeștii Ciceului(2002)
     Români (92%)
     Maghiari (7,2%)
     Romi (0,8%)
Componența etnică a satului Cristeștii Ciceului(1910)
     Români (79,39%)
     Maghiari (16,62%)
     Evrei (3,85%)
- La recensământul din anul 1910 avea o populație de 830 locuitori, dintre care și-au declarat limba maternă: 659 română, 138 maghiară, 32 idiș.
- La recensământul din anul 2002 avea o populație de 1126 locuitori, dintre care și-au declarat limba maternă: 1036 română, 81 maghiară, 9 romani.

## Transporturi
Stație de cale ferată (poartă numele de Ciceu-Cristur).

## Personalități
- József Torma (n. 29 martie 1801, Dej – d. 1 ianuarie 1864, Cristeștii Ciceului), istoric, trezorierul comitatului Solnoc-Dăbâca și membru al parlamentului din Imperiul Austriac. Tatălui arheologilor Károly Torma și Zsófia Torma.
- Zsófia Torma (1831-1899), arheolog, descoperitoarea „Culturii Turdaș”, cu scrieri mai vechi decât cea cuneiformă.
- Károly Torma (1829–1897), profesor de arheologie, membru al parlamentului din Austro-Ungaria, membru al Academiei Maghiare de Științe.
- Simion Pop (1938 - 2021), interpret de muzică populară din Năsăud
- Ioan Aurel Rus (n. 1958), preot ortodox, senator PRM